# Comté de Williams (Dakota du Nord)
Pour les articles homonymes, voir Williams et Comté de Williams.
Le comté de Williams est un des 53 comtés du Dakota du Nord, aux États-Unis. 
Siège et plus grande ville : Williston.
Autres villes : Grenora.

## Démographie
| 1880 | 1890 | 1900  | 1910   | 1920   | 1930   |
| ---- | ---- | ----- | ------ | ------ | ------ |
| 14   | 109  | 1 530 | 14 234 | 17 980 | 19 553 |

| 1940   | 1950   | 1960   | 1970   | 1980   | 1990   |
| ------ | ------ | ------ | ------ | ------ | ------ |
| 16 315 | 16 442 | 22 051 | 19 301 | 22 237 | 21 129 |

| 2000   | 2010   | 2020   | - | - | - |
| ------ | ------ | ------ | - | - | - |
| 19 761 | 22 398 | 40 950 | - | - | - |